# ヴィクトリアパーク (香港)

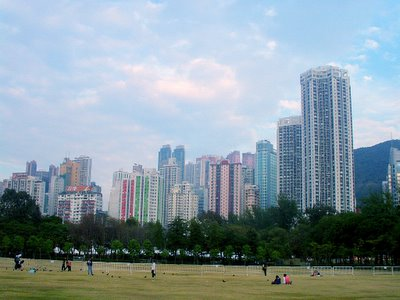
ヴィクトリアパーク

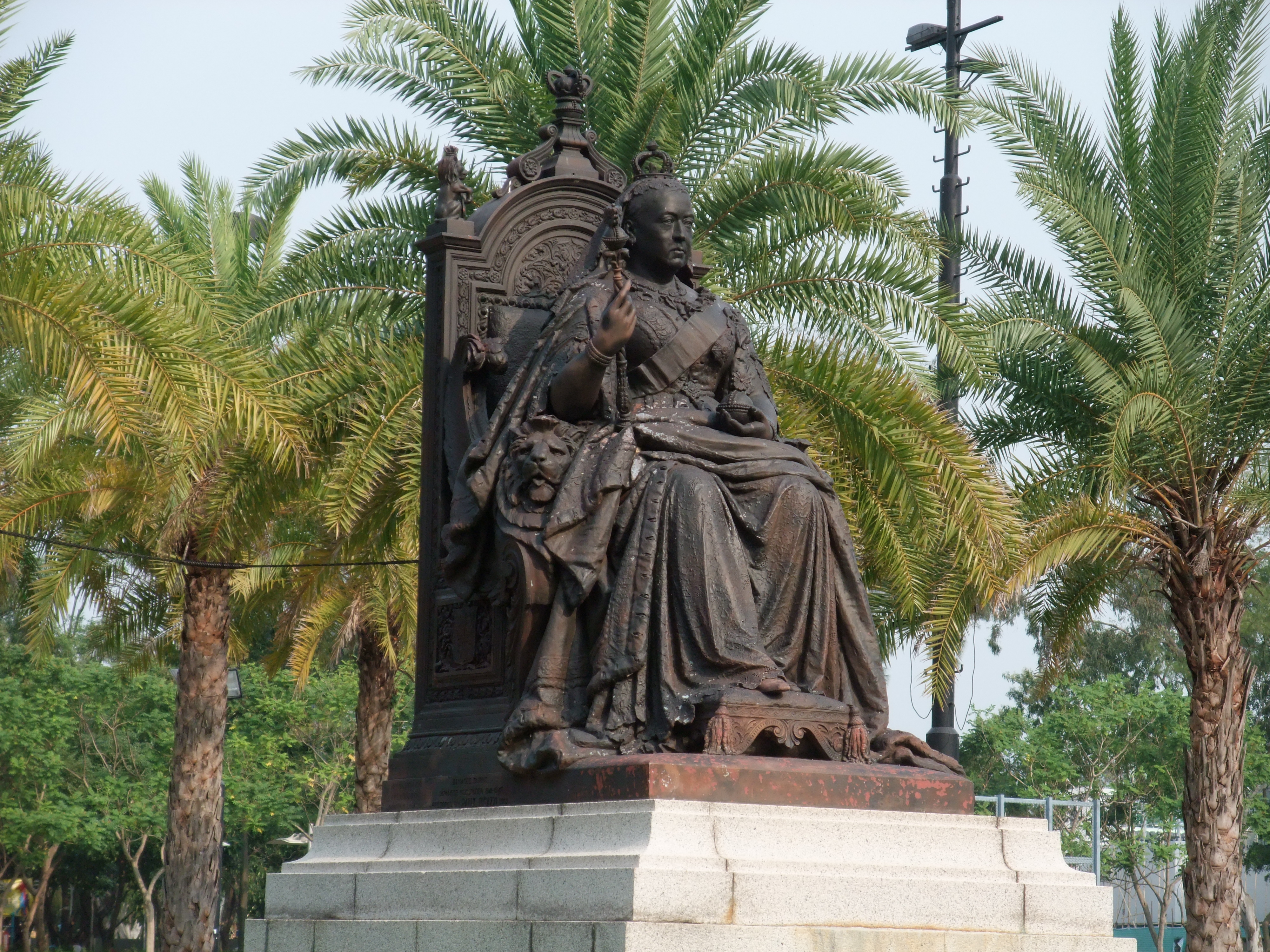
ヴィクトリア女王像

ヴィクトリアパーク（ヴィクトリア公園、英: Victoria Park、中：維多利亞公園）は、香港の香港島東区にある公園。香港島北部の東区と湾仔区に跨る銅鑼湾と呼ばれる地区の一角にあり、北には維園道を挟んでヴィクトリア・ハーバー（維多利亞港）、南には高士威道（コーズウェイロード）を挟んで湾仔区の香港中央図書館に接している。鉄道では香港MTR港島線の天后駅が最寄りの駅となる。
イギリス統治時代に建造された公園で、その名は同地に建てられたイギリス女王ヴィクトリアの銅像に由来している。

## 歴史
かつてはヴィクトリア・ハーバー内の銅鑼湾避風塘と呼ばれる避風塘があった場所である。1950年代になって同地が埋め立てられ、1954年8月に公園の建設が始まり、1957年10月に落成した。
公園のシンボルでもあるヴィクトリア女王の銅像は、1897年に女王の即位60周年を記念して建てられたものであった。本国イギリスのピムリコで制作されたもので、最初は現在のスタチュースクウェアに置かれていた。後の日本統治時代に一度銅像は持ち出され、軍事資材に転用するため鋳潰される予定にあったが、その前に終戦を迎え、銅像は香港政府に返還された。この銅像を建てるためにヴィクトリアパークは建造されている。

## 公園概要

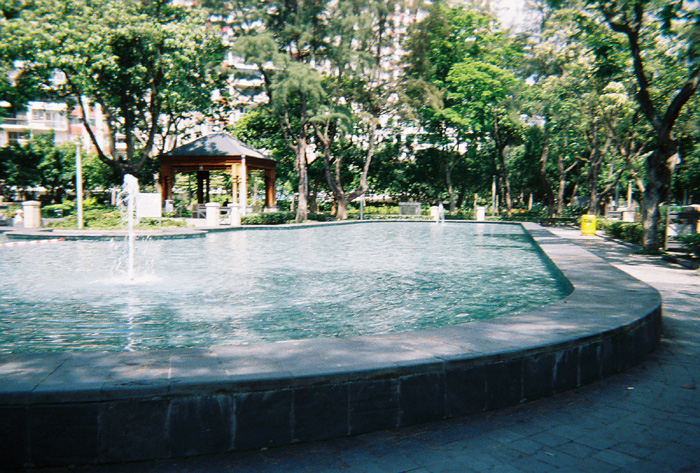
公園内のプールのひとつ

敷地面積は19ヘクタールで、東区では最大規模の公園である。香港のメディアではしばしば面積比較の物差しとして、「ヴィクトリアパーク○個分」という表現が使われている。
ヴィクトリア女王像が建つ高士威道にある正面入り口を始め、全部で17か所の入り口を備えている。正面入り口から入った両脇にはサッカーピッチがあり、その奥にはテニスコートや遊泳用プール、スケートリンク、ボウリンググリーン、そのほかのスポーツ施設、ボート用プール、子供用区画、および広大な芝生広場が備わっている。中央のテニスコートは観覧席が設けられ、国際試合などでも使用されている。
なお、園内は全面禁煙である。

## 主な事物

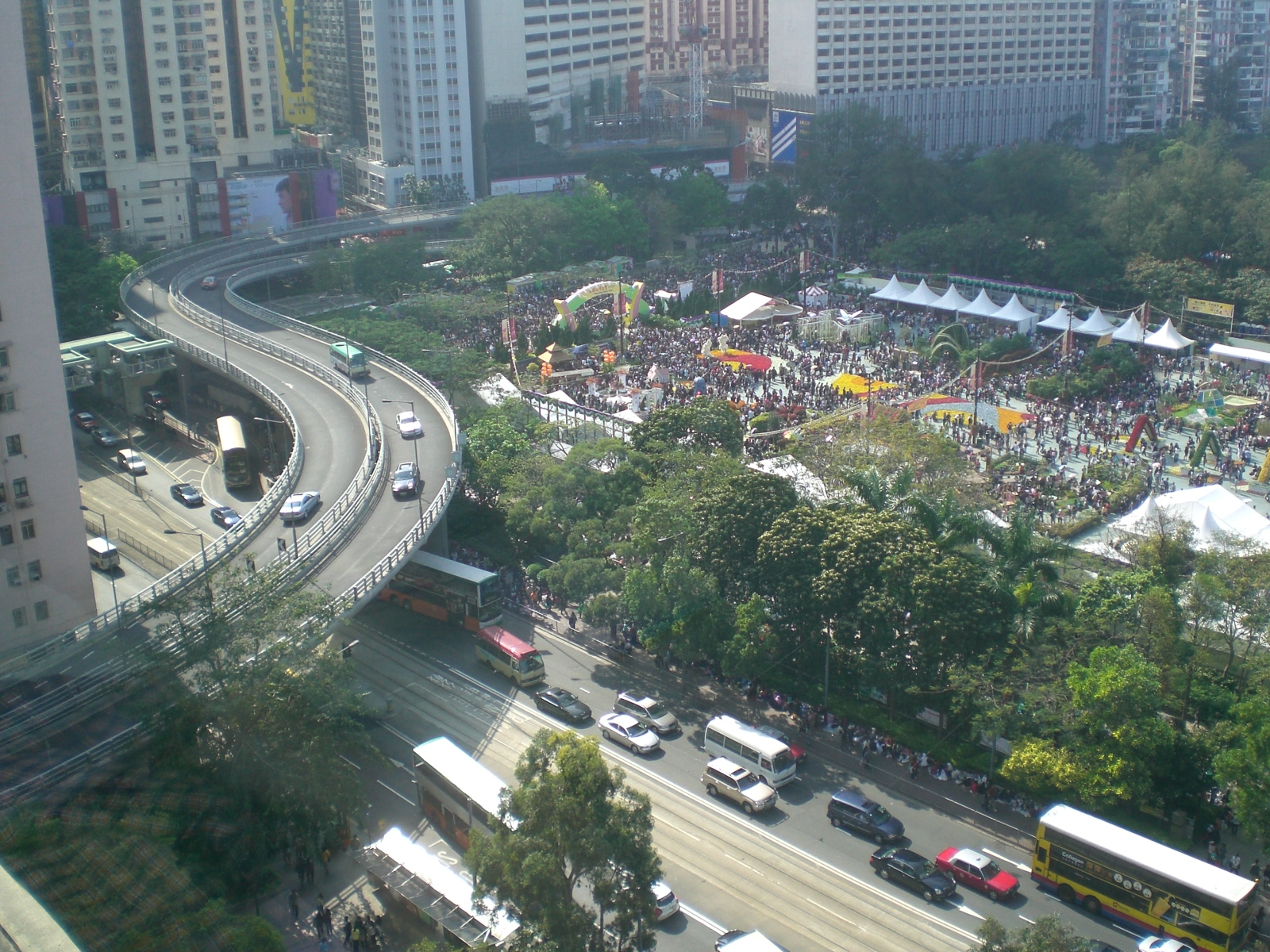
2009年の香港花卉展

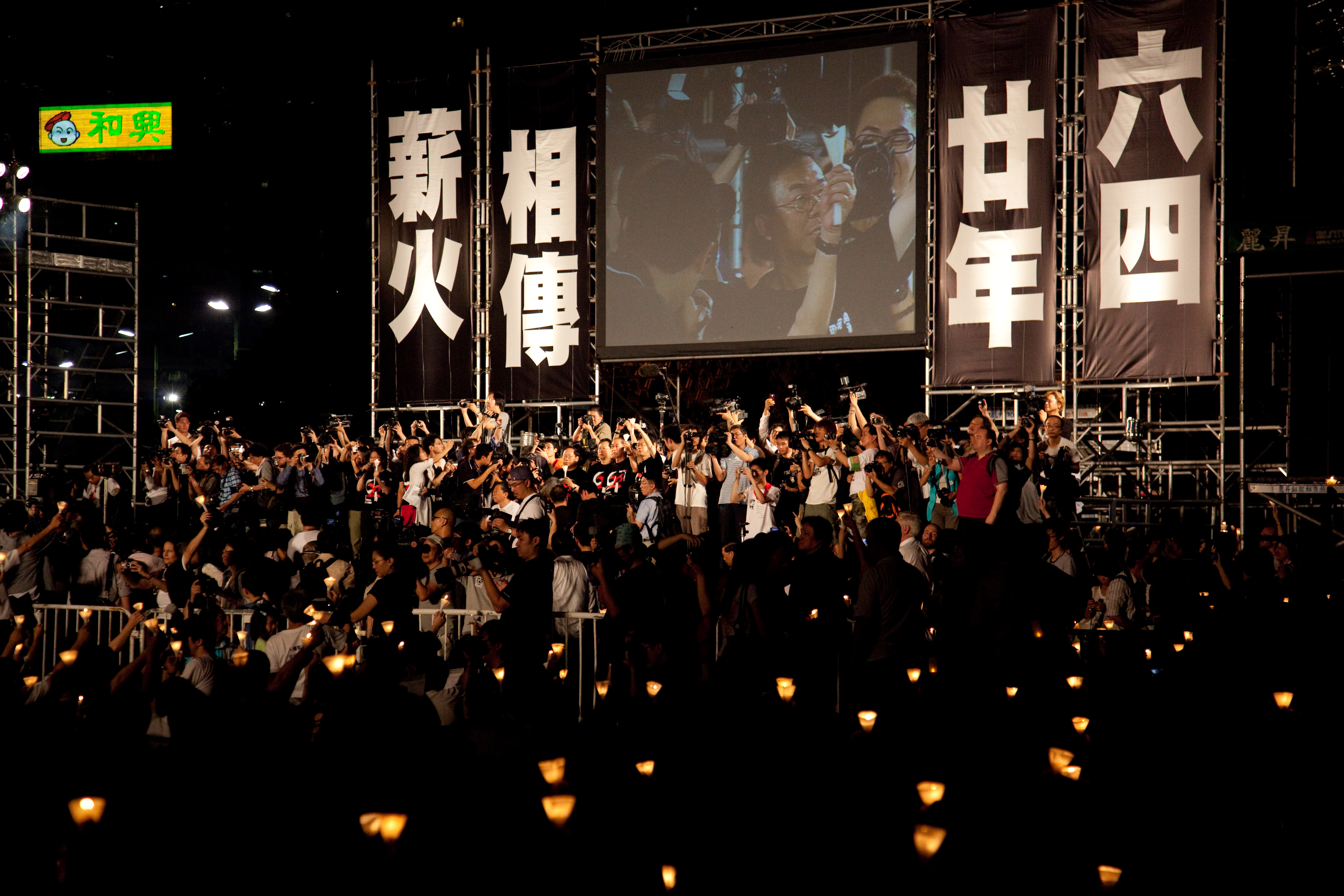
2009年の六四燭光晩会

以下はヴィクトリアパークで見られる現象や、主な催事。
市場・展覧会
年末から新年にかけての年宵市場、3月の香港花卉展覧、中秋節の綵灯晩会、12月上旬から1月初旬にかけての工展会などの開催地として使われている。いくつかは持ち回り制のイベントであったが、いずれも近年は開催地が同公園で固定されている。
出稼ぎ労働者の集い
公園は長らく外国からの出稼ぎ使用人らの溜まり場としても利用され、仕事のない日曜日に集まっていた。従来はフィリピン系が多かったが、2000年代前半以降はインドネシア系の労働者が増え、フィリピン系は主に銅像のある中央広場、インドネシア系は西側に集まる傾向にある。
城市論壇（シティ・フォーラム）
ヴィクトリアパークは香港電台の制作する討論番組『城市論壇』の収録場所としても利用されており、屋外のライブ会場で政治家や政治評論家、著名人らによる政治討論が行われている。番組は出演者のみならず、民主派の政治家に大声で野次を飛ばす「ヴィクトリアパークおじさん（維園阿伯）」と呼ばれる老年男性の集団、およびそれに対立する主張を行う「ヴィクトリアパーク兄さん（維園阿哥）」と呼ばれる20-30代の成年男性の集団による発言や主張、両陣営のやりとりなども見られる。
政治的集会
上記の番組のみならず、ヴィクトリアパークはしばしば政治的目的で利用される。1989年の六四天安門事件以降、毎年6月4日にはその犠牲者を弔う「六四燭光晩会」という追悼集会が開かれている。また、毎年7月1日に行われる「七一遊行」、および2005年の選挙時に行われた「普選大遊行」というデモ行進においても、ヴィクトリアパークは主要な集会場所のひとつとして使われている。
2019年逃亡犯条例改正案に反対するために行われたデモ行進では、ヴィクトリアパークが出発点となった。